# Geophis anocularis
Geophis anocularis (земляна змія Сьєрра-Міхе) — вид змій родини полозових (Colubridae). Ендемік Мексики.

## Поширення і екологія
Земляні змії Сьєрра-Міхе відомі з типової місцевості, розташованої на атлантичних схилах гірського масиву Сьєрра-Міштека у штаті Оахака, в районі Тотонтепека. Вони живуть в гірських хмарних лісах, трапляються на відкритих трав'янистих ділянках. Зустрічаються на висоті від 1500 до 2000 м над рівнем моря.